# Ignaz Brüll

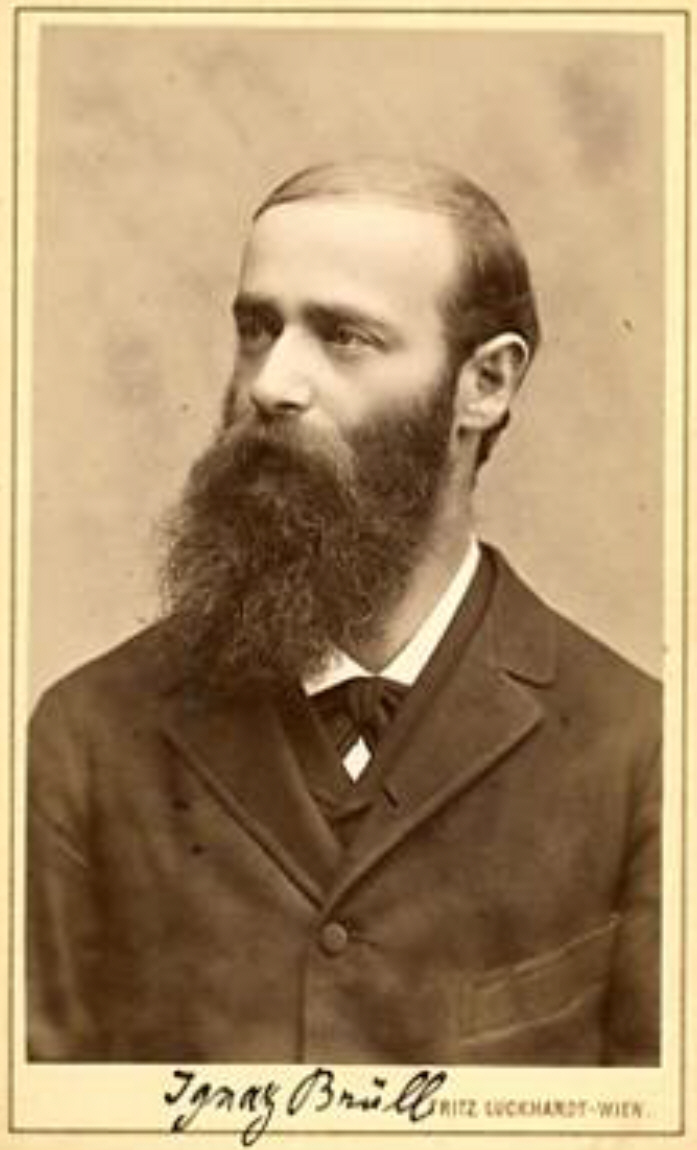
Ignaz Brüll.

Ignaz Brüll, född 7 november 1846, död 17 september 1907, var en österrikisk tonsättare och pianist.
Brüll var 1872–1878 pianolärare och sedan 1881 meddirektör vid de Horákska pianoskolorna i Wien. Han skrev bland annat pianokompositioner i melodiös senromantisk stil. Av hans operor var Das goldene Kreuz ("Guldkorset, uppförd på kungliga teatern i Stockholm 1879 och 1895) en av de mer populära.